# Групофікація
Групофіка́ція — (від фр. groupe, з італ. gruppo — вузол та лат. fica-tio, від лат. facio — роблю) у криміналістиці — встановлення групової належності об'єкта та спільного джерела його походження. Групофікація є важливим засобом встановлення істини у судочинстві.
Групофікація є самостійним процесом дослідження (поряд з ідентифікацією), але процес дослідження завершується встановленням не тотожності, а групової належності.
Встановлення групової належності інтерпретується, з одного боку, як перша стадія ідентифікації для пізнання загального в конкретному, а з іншого — як самостійний метод дослідження з метою зарахування об'єкта до класу, роду, виду чи вужчої групи.

## Об'єкти групофікації
До об'єктів групофікації належать як матеріальні предмети із стійкою зовнішньою формою, так і речовини, що знаходяться у рідкому, сипучому або газоподібному стані. Групофікація речовин з нестійкою зовнішньою формою здійснюється на основі знань про їх конкретний вид, рід, клас або групу. З огляду на схожість порівнюваних властивостей речовин, які не мають стійкої зовнішньої форми, доходять висновку про зарахування їх до конкретної класифікаційної групи (наприклад, до класу отруйних речовин).
Практична реалізація групофікації зводиться до встановлення загального (схожого) у двох порівнюваних об'єктах. Такі об'єкти можуть бути індивідуально визначеними предметами зі стійкою зовнішньою формою, що дає змогу ототожнювати ціле, і предметами-речовинами (сипкими, рідкими, газоподібними), наділеними лише властивостями — внутрішніми ознаками, яких достатньо для зарахування речовин до однієї групи, виду, роду, класу. У процесі групофікації і перші, і другі є носіями ознак і властивостей цілого, відображають його. Відображуваним об'єктом у процесі групофікації є те, що було розділене, розчленоване (зруйноване) внаслідок скоєння злочину й нині не існує, а лише уявляється як суб'єктивний образ цілого, що існувало раніше.